# هوارد مورتون
هوارد مورتون (بالإنجليزية: Howard Morton)‏ هو ممثل أمريكي، ولد في 15 مايو 1925 بنيويورك في الولايات المتحدة، وتوفي في 11 مايو 1997 بلوس أنجلوس في الولايات المتحدة بسبب سكتة.

## وصلات خارجية
- هوارد مورتون على موقع IMDb (الإنجليزية)
- هوارد مورتون على موقع أول موفي (الإنجليزية)
- هوارد مورتون على موقع قاعدة بيانات برودواي على الإنترنت (الإنجليزية)
- هوارد مورتون على موقع قاعدة بيانات الأفلام السويدية (السويدية)
- هوارد مورتون على موقع إن إن دي بي (الإنجليزية)
- هوارد مورتون على موقع قاعدة بيانات الفيلم (الإنجليزية)
- هوارد مورتون على موقع كينوبويسك (الروسية)